# Моршен, Николай Николаевич
Никола́й Никола́евич Мо́ршен (настоящая фамилия Ма́рченко; 8 ноября 1917, с. Бирзула, Херсонская губерния — 31 июля 2001, Монтерей) — русский поэт, педагог. Сын писателя Н. Нарокова.

## Биография
В 1933 году окончил среднюю школу в Одессе. В 1935—1941 годах учился на физическом факультете Киевского государственного университета им. Т. Г. Шевченко, который окончил с дипломом специалиста рентгеноанализа металлов. Во время нацистской оккупации в 1941—1943 годах жил в Киеве. Осенью 1943 года в связи с приближением к городу Красной армии ушёл вместе с отцом с отступающими немецкими войсками.
После окончания Второй мировой войны с мая 1945 года находился в лагере для перемещённых лиц в «Zoo Camp» (Гамбург)  в британской оккупационной зоне Германии. Во избежания принудительной репатриации принял фамилию Моршен. С 1946 года стал печататься в журнале «Грани» (издательство «Посев»).
В 1950 году переехал с семьёй на жительство в Соединённые Штаты, поселился в Монтерее (Калифорния). В течение 26 лет (до 1977) преподавал русский язык в Военном институте иностранных языков (Defense Language Institute Foreign Language Center). Затем жил на пенсии.

## Творчество и его оценки
Публиковаться начал в 1948 году в эмигрантском журнале «Грани». Первая публикация Моршена привлекла к нему благосклонное внимание такого авторитета в российской поэзии, как Георгий Иванов; однако в дальнейшем Иванов к Моршену охладел, посчитав, что тот не оправдал возлагавшихся им на него надежд. С 1949 по 2000 год стихи Моршена публиковались в «Новом журнале» (The New Review)
Моршен — мастер «игры в слова». Первый сборник его стихов «Тюлень» был выпущен издательством «Посев» в 1959 г. Сборник Моршена «Эхо и зеркало» построен на игре слов и стихотворений, но это был ещё и паноптикум жанров: один палиндром, один верлибр, один моностих, один поэтический перевод. Иные стихи намеренно превращены в загадочную картинку: рифмы скрыты, математические символы нужно называть словами, иначе стихи распадутся, даже геометрические знаки, вовсе никаких слов не содержащие, становятся частью стихотворения. Похожими экспериментами, параллельно с Николаем Моршеном, занимался в СССР его современник Семён Кирсанов.
Парадоксальность и ироничность высказываний автора обнаруживают дистанцию между ним и происходящим в мире, скрывая его собственную позицию; это будит мысль читателя. Рифмы Моршена иногда в высшей степени необычны, что придаёт его поэзии особенную остроту.

## Сочинения
- Тюлень: стихи / Николай Моршен. — [Франкфурт-на-Майне]: Посев, 1959. — 52, [2] с. — (Русcкая зарубежная поэзия; 4)
- Двоеточие, Washington D.C., 1967
- Эхо и зеркало: (Идееподражание и дееподражание) / Николай Моршен. — Berkeley: Berkeley Slavic specialties, 1979. — 94 с.
- Собрание стихов. — Oakland (Calif.): Berkeley Slavic specialties, 1996. — 270 с.— (Modern Russian literature and culture: Studies and texts; Vol. 37). —  ISBN 1-57201-024-X
- Пуще неволи. Стихи / Предисловие В. Агеносова. — М.: Советский спорт, 2000. — 376 с. — ISBN 5-85009-615-9